# 失落的交響曲
「迷失的交響曲」（ロストシンフォニー）是日本配音員新谷良子的第九張細碟。由KING RECORDS發售。商品編號為LACM-4383。

## 收錄曲
1. - 作詞・作曲・編曲：R・O・N
2. Parallel Paradise
  - 作詞・作曲・編曲：R・O・N
3. （off vocal）
4. Parallel Paradise（off vocal）